# Revista de Ciencias Sociales
La Revista de Ciencias Sociales es una publicación semestral, editada por la Facultad de Derecho y Ciencias Sociales de la Universidad de Valparaíso. Se ha publicado sin interrupciones desde 1970.

## Historia
La revista fue fundada en 1970, cuando el director de la Escuela de Derecho era Ítalo Paolinelli Monti, y esta pertenecía a la sede regional de la Universidad de Chile.
Su primer director fue el profesor Jorge Jobet.[cita requerida] Desde junio de 1973 a la fecha, la revista ha estado a cargo del profesor de la Escuela de Derecho Agustín Squella. Nació con el propósito de difundir los estudios, ensayos, traducciones, textos y reseñas bibliográficas que se juzgaran de interés en el campo del derecho, la economía, la sociología y otros fenómenos y saberes sociales. No obstante, su mayor aporte han sido sus números monográficos, a los que le debe, además, su bien ganado prestigio nacional e internacional.

## Números monográficos y misceláneos
Tiene dos tipos de números: los misceláneos y los monográficos. Los primeros contienen artículos de investigación, notas doctrinales o traducciones de estos, sobre temas e interés en derecho, filosofía jurídica, filosofía moral, filosofía política y sociología. También se publican recensiones acerca de las obras de reciente publicación en estas disciplinas.
Los números monográficos, por su parte, han estado dedicados a la exposición y análisis de grandes figuras y tendencias del pensamiento jurídico moderno y contemporáneo. La lista de autores que han colaborado en ellos es impresionante, más aún si se considera que es una revista académica chilena y de una universidad regional. Entre los académicos que han participado en la Revista de Ciencias Sociales se cuentan los extranjeros Aulis Aarnio, Carlos Nino, Risto Hilpinen, Adela Cortina, Alexander Peczenik, Enrico Pattaro, Joseph Raz, Neil MacCormick, Joel Feinberg, Elías Díaz, Karl Engisch, Norberto Bobbio, Manuel Atienza, Ernesto Garzón Valdés, Juan Carlos Velasco y muchos más. En el caso de los chilenos, la lista da cuenta del pluralismo de las publicaciones de la Revista de Ciencias Sociales: Alejandro Guzmán Brito, Cristóbal Orrego Sánchez, Fernando Atria, Joaquín Barceló, Enrique Barros, Manuel Manson, Jorge Correa Sutil, Joaquín García-Huidobro, Hugo E. Herrera, Hugo Hanisch, Carlos Peña González, Antonio Bascuñán Rodríguez, entre otros.
Números monográficos
- n.º 6, 1974, Hans Kelsen, 1881 – 1973
- n.º 10/11, 1976/1977, IHering y la lucha por el derecho
- n.º 14, 1979, Savigny y la ciencia del derecho
- n.º 20, 1982, El Neokantismo en la filosofía del derecho
- n.º 25, 1984, Alf Ross, estudios en su homenaje
- n.º 28, 1986, Herbert Hart y el concepto de derecho
- n.º 30, 1987, Norberto Bobbio, estudios en su homenaje
- n.º 34/35, 1989/1990, filosofía del derecho y democracia en Iberoamérica
- n.º 38, 1993, Ronald Dworkin, estudios en su homenaje
- n.º 41, 1996, positivismo jurídico y doctrinas del derecho natural
- n.º 45, 2000, sobre el razonamiento jurídicos
- n.º 47, 2002, John Rawls, estudios en su memoria
- n.º 49/50, 2004, en recuerdo a Jorge Millas
- n.º 52, 2007, homenaje a Jürgen Habermas

Como ya se dijo, su director desde hace 35 años es Agustín Squella y lo han secundado en esa labor, en calidad de subdirectores, los profesores de derecho Edgardo López Pescio y Aldo Valle Acevedo, quien se desempeña actualmente en dicho cargo. Desde 2007 tiene un comité editorial integrado por los profesores Antonio Bascuñán Valdés (Universidad de Chile), Joaquín García–Huidobro Correa (Universidad de Los Andes), José Luis Guzmán Dálbora (Universidad de Valparaíso), Fernando Lobos Mayorga (Universidad de Valparaíso), Carlos Peña González (Universidad Diego Portales) y Fernando Quintana Bravo (Universidad de Chile). Se han agregado a su comité editorial, con vistas a su inclusión para 2011 al índice Scielo, tres destacados académicos, Cecilia Medina Quiroga, Alfonso Ruiz Miguel y Roberto Gargarella. En el Comité Asesor se cuentan, entre otros, Fernando Atria, Hugo E. Herrera y Pablo Ruiz-Tagle.
Es impresa en los talleres de EDEVAL, ubicados en la Escuela de Derecho de la Universidad de Valparaíso, nombre también del sello editorial de la mencionada unidad académica.